# Tiempo de Planck
El tiempo de Planck  o cronón (término acuñado en 1926 por Robert Lévi) es una unidad de tiempo, considerada como el intervalo temporal más pequeño que puede ser medido. Se denota mediante el símbolo tP. En cosmología, el tiempo de Planck representa el instante de tiempo más pequeño en el que las leyes de la física podrían ser utilizadas para estudiar la naturaleza y evolución del Universo. Se determina como combinación de otras constantes físicas en la forma siguiente:
| Símbolo                | Nombre                             | Valor                                     | Unidad     |
| ---------------------- | ---------------------------------- | ----------------------------------------- | ---------- |
| {\displaystyle t_{P}}  | Tiempo de Planck                   | {\displaystyle \approx \,}5.39106(32)E-44 | s          |
| {\displaystyle \hbar } | Constante de Planck reducida       | 1.054571817E-34                           | J s        |
| {\displaystyle G}      | Constante de gravitación universal | 6.674E-11                                 | N m2 / kg2 |
| {\displaystyle c}      | Velocidad de la luz en el vacío    | 299792458                                 | m / s      |

Los números entre paréntesis muestran la desviación estándar.

## Historia y definición
El concepto de unidades naturales fue introducido en 1874, cuando George Johnstone Stoney, observando que la carga eléctrica está cuantizada, derivó unidades de longitud, tiempo y masa, ahora llamadas unidades Stoney en su honor. Stoney eligió sus unidades para que G, c, y la carga del electrón e fueran numéricamente iguales a 1. En 1899, un año antes de la llegada de la teoría cuántica, Max Planck introdujo lo que más tarde se conocería como la constante de Planck. Al final del artículo, propuso las unidades básicas que más tarde fueron nombradas en su honor. Las unidades de Planck se basan en el cuanto de acción, ahora conocido habitualmente como la constante de Planck, que apareció en la aproximación de Wien para la radiación del cuerpo negro. Planck subrayó la universalidad del nuevo sistema de unidades, escribiendo:
... die Möglichkeit gegeben ist, Einheiten für Länge, Masse, Zeit und Temperatur aufzustellen, welche, unabhängig von speciellen Körpern oder Substanzen, ihre Bedeutung für alle Zeiten und für alle, auch außerirdische und außermenschliche Culturen notwendig behalten behalten und welche daher als "natürliche Maßeinheiten" bezeichnet werden können.

... es posible establecer unidades para la longitud, la masa, el tiempo y la temperatura, que son independientes de cuerpos o sustancias especiales, conservando necesariamente su significado para todos los tiempos y para todas las civilizaciones, incluidas las extraterrestres y las no humanas, que pueden denominarse "unidades de medida naturales".
Planck consideró únicamente las unidades basadas en las constantes universales {\displaystyle G}, {\displaystyle h}, {\displaystyle c}, y {\displaystyle k_{\rm {B}}} para llegar a las unidades naturales de longitud, tiempo, masa, y temperatura. Sus definiciones difieren de las modernas en un factor de {\displaystyle {\sqrt {2\pi }}}, porque las definiciones modernas utilizan {\displaystyle \hbar } en lugar de {\displaystyle h}.
| Nombre                | Dimensión       | Expresión                                                                     | Valor (SI unidades)  |
| --------------------- | --------------- | ----------------------------------------------------------------------------- | -------------------- |
| Longitud Planck       | longitud (L)    | {\displaystyle l_{\text{P}}={\sqrt {\frac {\hbar G}{c^{3}}}}}                 | 1.616255(18)×10−35 m |
| Masa de Planck        | masa (M)        | {\displaystyle m_{\text{P}}={\sqrt {\frac {\hbar c}{G}}}}                     | 2.176434(24)×10−8 kg |
| Tiempo de Planck      | tiempo (T)      | {\displaystyle t_{\text{P}}={\sqrt {\frac {\hbar G}{c^{5}}}}}                 | 5.391247(60)×10−44 s |
| Temperatura de Planck | temperatura (Θ) | {\displaystyle T_{\text{P}}={\sqrt {\frac {\hbar c^{5}}{Gk_{\text{B}}^{2}}}}} | 1.416784(16)×1032 K  |

A diferencia de lo que ocurre con el Sistema Internacional de Unidades, no existe una entidad oficial que establezca una definición de sistema de unidades Planck. Algunos autores definen como unidades base de Planck las de masa, longitud y tiempo, considerando redundante una unidad adicional para la temperatura.( Por ejemplo, tanto Frank Wilczek como Barton Zwiebach lo hacen,: 54 , al igual que el libro de texto Gravitation.: 1215 ) Otras tabulaciones añaden, además de una unidad para la temperatura, una unidad para la carga eléctrica, de modo que la permitividad del vacío {\displaystyle \epsilon _{0}} también se normaliza a 1.
Algunas de estas tabulaciones también sustituyen la masa por la energía al hacerlo. Dependiendo de la elección del autor, esta unidad de carga viene dada por
{\displaystyle q_{\text{P}}={\sqrt {4\pi \epsilon _{0}\hbar c}}\approx 1.875546\times 10^{-18}{\text{ C}}\approx 11.7\ e}
o 
{\displaystyle q_{\text{P}}={\sqrt {\epsilon _{0}\hbar c}}\approx 5.290818\times 10^{-19}{\text{ C}}\approx 3.3\ e.}
La carga de Planck, y otras unidades electromagnéticas que se pueden definir tales como la resistencia y el flujo magnético, son más difíciles de interpretar que las unidades originales de Planck y son usadas con menos frecuentemente.
En unidades SI, los valores de c, h, e y kB son exactos y los valores de ε0 y G en unidades SI respectivamente tienen incertidumbres relativas de 1.5×10−10 y 2.2×10−5. Por lo tanto, las incertidumbres en los valores SI de las unidades de Planck se derivan casi por completo de la incertidumbre en el valor SI de G.

## Características
El tiempo de Planck representa el tiempo que tarda un fotón viajando a la velocidad de la luz en atravesar una distancia igual a la longitud de Planck. Desde la perspectiva de la mecánica cuántica, se ha considerado tradicionalmente que el tiempo de Planck representa la unidad mínima que podría medirse en principio; es decir, que no sería posible medir ni discernir ninguna diferencia entre el universo en un instante específico de tiempo y en cualquier instante separado por menos de 1 tiempo de Planck. No obstante, las imágenes de campo profundo tomadas por el telescopio espacial Hubble en 2003 han arrojado dudas sobre esta teoría. La predicción era que las imágenes de objetos situados a muy largas distancias deberían ser borrosas. Esto se debería a que la estructura discontinua del espacio-tiempo a la escala de Planck distorsionaría la trayectoria de los fotones, del mismo modo que la atmósfera terrestre distorsiona las imágenes de los objetos situados fuera de ella. No obstante, dichas imágenes son más nítidas de lo esperado, lo que ha sido interpretado como una indicación de que el tiempo de Planck no es el intervalo más corto del universo.
La edad estimada del universo (4,3 × 1017 s) es aproximadamente 8,1 × 1060 tiempos de Planck. En el tiempo de Planck, la luz en el vacío recorre aproximadamente 1,62 ×10-35 m.

## Significación
Las unidades de Planck tienen poca arbitrariedad antropocéntrica, pero aún implican algunas elecciones arbitrarias en términos de las constantes definitorias. A diferencia del metro y el segundo, que existen como unidades básicas en el sistema SI por razones históricas, la longitud de Planck y el tiempo de Planck están conceptualmente vinculados a un nivel físico fundamental. En consecuencia, las unidades naturales ayudan a los físicos a replantear preguntas. Frank Wilczek lo expresa sucintamente:

Vemos que la pregunta [planteada] no es: "¿Por qué la gravedad es tan débil?" sino más bien: "¿Por qué la masa del protón es tan pequeña?" Porque en las unidades naturales (Planck), la fuerza de la gravedad es simplemente lo que es, una cantidad primaria, mientras que la masa del protón es el minúsculo número 1/13 quintillón.

Si bien es cierto que la fuerza de repulsión electrostática entre dos protones (solos en el espacio libre) excede con creces la fuerza de atracción gravitacional entre los mismos dos protones, no se trata de las fuerzas relativas de las dos fuerzas fundamentales. Desde el punto de vista de las unidades de Planck, esto es comparar manzanas con naranjas, porque la masa y la carga eléctrica son cantidades inconmensurables. Más bien, la disparidad de magnitud de la fuerza es una manifestación del hecho de que la carga de los protones es aproximadamente la unidad de carga, pero la masa de los protones es mucho menor que la unidad de masa.

## Escala de Planck
En física de partículas y cosmología física, la escala de Planck es una escala de energía de alrededor de 1,22×1028 eV (la energía de Planck, correspondiente al equivalente energético de la masa de Planck, 2,17645×10−8 kg) en la que los efectos cuánticos de la gravedad se vuelven significativos. A esta escala, las descripciones y teorías actuales de las interacciones de partículas subatómicas en términos de la teoría cuántica de campos se desmoronan y se vuelven inadecuadas, debido al impacto de la aparente no renormalizabilidad de la gravedad dentro de las teorías actuales.

### Relación con la gravedad
En la escala de longitud de Planck, se espera que la fuerza de la gravedad sea comparable con las otras fuerzas, y se ha teorizado que todas las fuerzas fundamentales están unificadas en esa escala, pero el mecanismo exacto de esta unificación sigue siendo desconocido. Por lo tanto, la escala de Planck es el punto en el que los efectos de la gravedad cuántica ya no pueden ignorarse en otras interacciones fundamentales, donde los cálculos y enfoques actuales comienzan a fallar y es necesario un medio para tener en cuenta su impacto. Sobre esta base, se ha especulado que puede ser un límite inferior aproximado en el que se podría formar un agujero negro por colapso.
Si bien los físicos comprenden bastante bien las otras interacciones fundamentales de fuerzas a nivel cuántico, la gravedad es problemática y no puede integrarse con la mecánica cuántica a energías muy altas utilizando el marco habitual de la teoría cuántica de campos. En niveles de energía menores suele ignorarse, mientras que para energías que se acercan o superan la escala de Planck, es necesaria una nueva teoría de la gravedad cuántica. Los enfoques para este problema incluyen la teoría de cuerdas y la teoría M, la gravedad cuántica de bucles, la geometría no conmutativa y la teoría de conjuntos causales.